# Draposa nicobarica
Espèce
Synonymes
- Lycosa nicobarica Thorell, 1891

Draposa nicobarica est une espèce d'araignées aranéomorphes de la famille des Lycosidae.

## Distribution
Cette espèce est endémique des îles Nicobar en Inde.

## Description
Le mâle décrit par Kronestedt en 2010 mesure 6,8 mm et la femelle 7,2 mm.

## Étymologie
Son nom d'espèce lui a été donné en référence au lieu de sa découverte, les îles Nicobar.

## Publication originale
- Thorell, 1891 : Spindlar från Nikobarerna och andra delar af södra Asien. Kongliga Svenska Vetenskaps-Akademeins Handlingar, vol. 24, no 2, p. 1-149 (texte intégral).